# كريستوف برترام
كريستوف برترام (بالألمانية: Christoph Bertram)‏ هو صحفي ألماني، ولد في 3 سبتمبر 1937 في كيل في ألمانيا.

## وصلات خارجية
- كريستوف برترام على موقع مونزينجر (الألمانية)